# 루스 무네토시

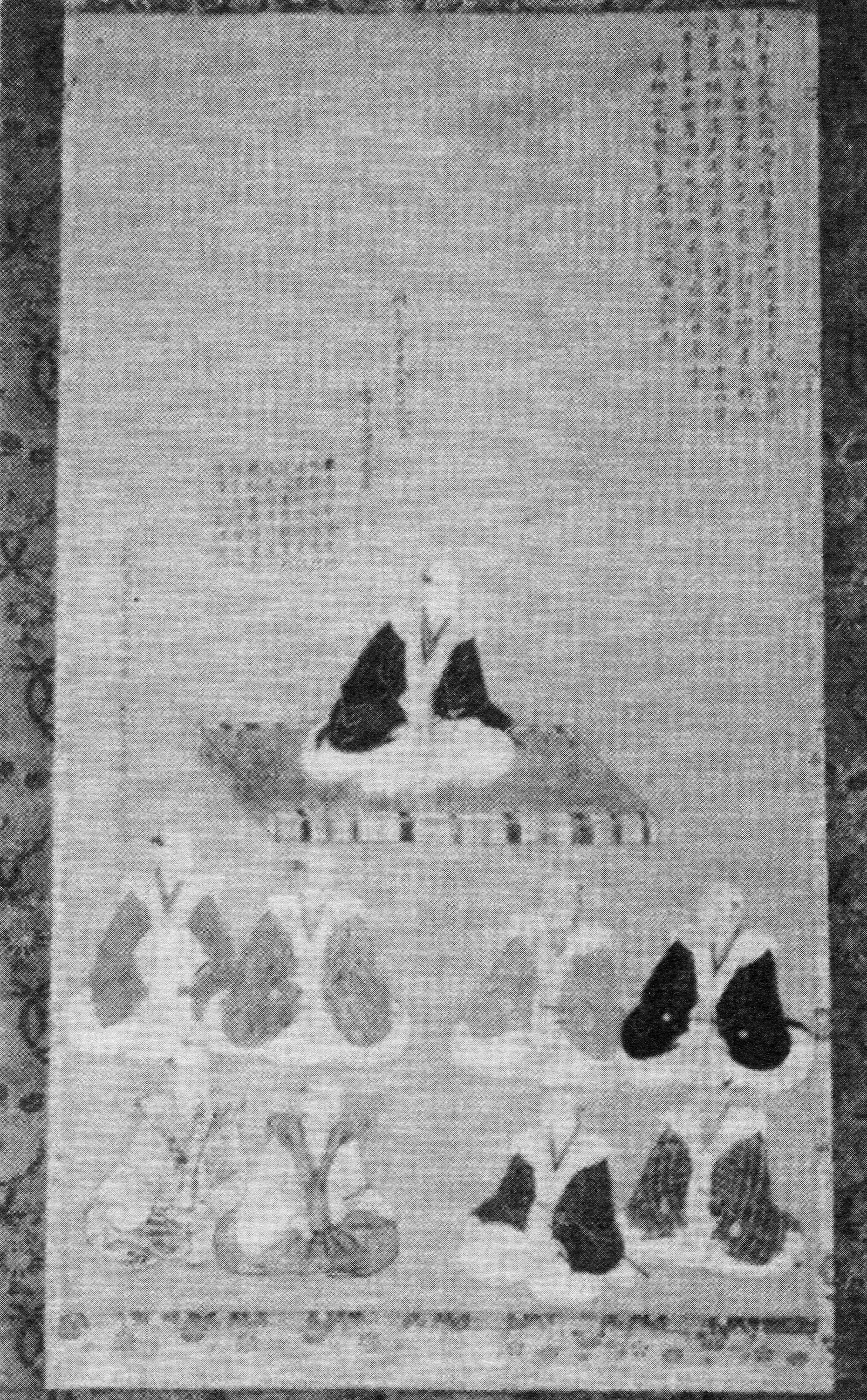
루스 무네토시

루스 무네토시(일본어: 留守宗利, 1589년 ~ 1638년 9월 22일)는 일본 에도 시대 센다이번의 가신이다. 후에 성씨를 다테로 쓰는 것을 허락받아 다테 무네토시로도 불리며, 미즈사와 성주가 되어 미즈사와 다테 가문을 열게 되었다.
루스 마사카게의 맏아들로 태어났다. 다테 마사무네와는 종형제 관계이다. 1607년에 아버지가 사망하자 그 뒤를 이어 이치노세키 성을 다스렸고, 나중에 가네가사키 성으로 옮겨갔다. 1629년에는 미즈사와 성의 성주가 되었다. 마사무네의 허가를 얻어 성을 수축하고 루스 가문의 옛 근거지인 이와기리 성, 리후 성의 사찰과 신사 등의 건물들을 미즈사와로 이전하였다. 또한 새 농지 개간에 힘써, 사후에 이루어진 토지조사에서 영지의 고쿠다카가 6천 석이나 증가하였다.
현재 일본 이와테현 오슈시 미즈사와 구에 있는 히다카 신사에 그의 동상이 세워져 있다.
| 전임 루스 마사카게 | 제2대 미즈사와 다테 가문 당주 1607년 ~ 1638년 | 후임 다테 무네나오 |